# Eritreische Volksbefreiungsfront

Die Parteiflagge der Eritreischen Volksbefreiungsfront

Die Eritreische Volksbefreiungsfront(Tigrinya ህዝባዊ ግንባር ሓርነት ኤርትራ, ህግሓኤ, arabisch الجبهة الشعبية لتحرير إريتريا, englisch Eritrean People’s Liberation Front, EPLF) war eine bewaffnete Gruppierung, die für die Unabhängigkeit Eritreas von Äthiopien kämpfte. 
Aus der Eritreischen Volksbefreiungsfront ging die Volksfront für Demokratie und Gerechtigkeit hervor, die seither als einzige zugelassene Partei die eritreische Regierung stellt.

## Entwicklung
Sie spaltete sich 1970 als christlich dominierter Flügel von der muslimisch/christlich dominierten Eritreischen Befreiungsfront (ELF) ab (wobei beide Gruppen offiziell marxistisch orientiert waren). Von 1972 bis 1974 befanden sich die beiden Organisationen in einem bürgerkriegsähnlichen Zustand. Nachdem sich 1978 die EPLF in die Region um Sahel zurückgezogen hatte, führte der wieder auflebende Konflikt zwischen den beiden Gruppierungen zu einem Rückzug der ELF in den Sudan. 
1988 begann die EPLF ihre Offensive in Richtung Süden. Mithilfe der äthiopischen Opposition und der Volksbefreiungsfront von Tigray (TPLF; Teil der Regierung in Äthiopien von 1991 bis 2019) konnten Anfang 1991 einige wichtige Siege über das äthiopische Militär errungen werden. Am 24. Mai 1991 nahm die EPLF Eritreas Hauptstadt Asmara ein und beendete damit den Unabhängigkeitskrieg. Eine Besonderheit der EPLF war die Gleichberechtigung innerhalb der Organisation. So waren etwa 30 % der Kämpfer Frauen.
1977 wurde die Nationale Union der Eritreischen Frauen als eine Massenorganisation der EPLF gegründet.

## Generalsekretäre
Die Generalsekretäre der Eritreischen Volksbefreiungsfront (EPLF) waren:
| Generalsekretäre     | Amtsbeginn | Amtsende |
| -------------------- | ---------- | -------- |
| Isayas Afewerki      | 1971       | 1977     |
| Romedan Mohammed Nur | 1977       | 1987     |
| Isayas Afewerki      | 1987       | 1994     |